# Tournefortia mollis
Tournefortia mollis är en strävbladig växtart som beskrevs av Ferdinand von Mueller. Tournefortia mollis ingår i släktet Tournefortia och familjen strävbladiga växter. Inga underarter finns listade i Catalogue of Life.